# Manga UP!
Manga UP! (マンガUP!) là một dịch vụ manga Nhật Bản được ra mắt lần đầu tiên vào tháng 1 năm 2017. Ứng dụng được xem là nơi lưu trữ các bộ manga do Square Enix xuất bản. Dịch vụ này cũng đã đăng tải thường kỳ nhiều nguyên tác cùng với tác phẩm được lấy từ các phương tiện khác nhau. Vào tháng 7 năm 2022, trang web đã ra mắt phiên bản quốc tế với tiếng Anh. Khi phát hành, nền tảng đã bị chỉ trích vì chính sách kiểm duyệt nội dung và mô hình thương mại hóa.

## Lịch sử
Dịch vụ ban đầu đã được ra mắt tại Nhật Bản vào ngày 7 tháng 1 năm 2017, với phiên bản web và ứng dụng trên iOS lẫn Android. Đến ngày 25 tháng 7 năm 2022, phiên bản tiếng Anh của dịch vụ đã được ra mắt. Hầu hết các tựa truyện trên ứng dụng được phát hành bởi bộ phận xuất bản manga của Square Enix, các bộ truyện từ các nhà xuất bản khác đã được Square Enix phát hành ở Nhật Bản và các sê-ri chưa có phiên bản tiếng Anh.

## Phát hành
Ngoài các tác phẩm đã được xuất bản trước đó, nền tảng Manga UP! cũng đăng tải các tác phẩm manga theo từng kỳ. Nhiều tác phẩm trong số này đã được chuyển thể thành nhiều hình thức khác như trò chơi video, nhượng quyền thương hiệu đa phương tiện và light novel.

### Tác phẩm đăng tải trên tạp chí
- Hành trình của Elaina (魔女の旅々?) – Nanao Itsuki (tháng 11, 2018 –)
- Hoàng tử thiên tài – Hành trình gây dựng lại đất nước đang lâm nguy (天才王子の赤字国家再生術〜そうだ、売国しよう〜?) – Toba Toru, Emuda (tháng 10, 2019 –)
- Kami-tachi ni Hirowareta Otoko (神達に拾われた男?) – Roy, Ranran (tháng 11, 2017 –)
- Maō Gakuin no Futekigōsha (魔王学院の不適合者?)  – Kayaharuka (tháng 7, 2018 – tháng 7, 2021)
- Rust–Eater Bisco (錆喰いビスコ?) – Shinji Cobkubo, Takahashi Yūsuke (tháng 4, 2019 – tháng 3, 2021)
- Sacks&Guns!! (サクガン ?) (2021 –)
- Selection Project (セレクション プロジェクト?) – Akuma Kōji (tháng 7, 2021 –)
- Shikkakumon no Saikyō Kenja (失格紋の最強賢者?) – Shinkoshoto, LIVER JAM&POPO (tháng 7, 2017 –)
- Tomodachi no Imōto ga Ore ni Dake Uzai (友達の妹が俺にだけウザい?) – Ghost Mikawa, Hiraoka Hira (tháng 12, 2019)
- Tensei Kenja no Isekai Raifu (転生賢者の異世界ライフ?) – Shinkoshoto, Kazabana Huuka (tháng 6, 2018 –)

## Phản ứng

### Nhật Bản
Trang web Nhật Bản Appmedia đã đánh giá cao các tác phẩm và nội dung miễn phí của ứng dụng. Ứng dụng di động của Manga UP! thậm chí còn đã được đề cử cho Giải thưởng Google Play 2017 tại Nhật Bản. Tính đến tháng 11 năm 2022, ứng dụng đã có 20 triệu lượt tải về.

### Toàn cầu
Sau khi dịch vụ được phát hành toàn cầu, nhiều người dùng đã đặc biệt phản đối chính sách kiểm duyệt nội dung của nền tảng. Một số nhà phê bình thậm chí còn chỉ ra những hình ảnh đầu gối hay khuỷu tay cũng đã bị đưa vào kiểm duyệt. Jason Faulkner của GameRevolution thậm chí còn đưa ra dẫn chứng là bộ manga Sono Bisque Doll wa Koi o suru khi có nhiều nhân vật bị làm che đi. Anh đã cho rằng việc kiểm duyệt này có thể đã được thực hiện bởi máy móc. Ngoài ra, nhiều người dùng cũng đã phản ứng trước mô hình kiếm tiền của ứng dụng. Isaiah Colbert của Kotaku đã so sánh việc thu tiền của nền tảng còn thua việc người dùng phải chi trả tiền thật để mua những vật phẩm ảo trong các trò chơi video. Faulkner đã chỉ trích việc làm tiền "vô lý" của ứng dụng và giá cả quá đắt đỏ.
Đến ngày 27 tháng 7 năm 2022, Manga UP! đã đưa ra các phản hồi liên quan đến chính sách kiểm duyệt. Nền tảng này đã trích dẫn chính sách kiểm duyệt ở các quốc gia không nói tiếng Anh như Indonesia là lý do dẫn đến việc kiểm duyệt. Vào ngày 4 tháng 9 năm 2022, Square Enix đã thông tin tất cả các kiểm duyệt thông qua việc bôi đen đã được loại bỏ và thay thế bằng các phương pháp kiểm duyệt ít ảnh hưởng hơn.